# Manoir des Basses-Rivières
Le manoir des Basses-Rivières est un manoir situé à Rochecorbon (Indre-et-Loire). Il s'agit à la fois d'une « folie » de campagne du XVIIIe siècle, d'un des plus importants sites troglodytiques d'Indre-et-Loire, une ancienne propriété viticole avec ses pressoirs XVIe et XIXe siècles et un jardin labellisé « remarquable » sur trois niveaux de promenade de le coteau.

## Historique
L’appellation « Les Basses Rivières » désignait autrefois une ferme et un village.  Le terrain a appartenu à la fin du Xe siècle aux moines bénédictins de l'abbaye de Marmoutier de Tours fondée par saint Martin de Tours et située à quelques kilomètres.  
La maison principale est une « folie » construite vers 1730 pour la famille Papion du Château, fabricants de soie et producteurs de vin. Elle est la propriété en 1765 de la famille Taboureau de Boisdenier.  Elle est habitée au XVIIIe siècle par la marquise d'Oysonville et par Jules-Antoine Taschereau.
En 1847, elle est achetée par un officier britannique William Richmond Nixon, qui avait pris part aux campagnes contre Napoléon Bonaparte en Portugal, Espagne et à la bataille de Waterloo et se distingue sous le commandement du duc de Wellington. Il meurt à Rochecorbon en 1861 où il est enterré. La première épouse de William Richmond Nixon était Thérèse Antoinette Schatteman. Le fronton de la maison porte les initiales RN pour Richmond Nixon et S pour Schatteman.  
Vers 1898, il passe à Léontine d'Espelosin, puis à son fils, l'antiquaire, sculpteur et architecte Édouard d'Espelosin, qui en hérite en 1923. Il en fait don à la ville de Tours. À sa mort en juin 1944, la ville de Tours accepte le legs et établit en 1946 un musée basé sur les collections (d'époque Louis XVI) d'Espelosin et de céramiques tourangelles.  
En 1950, la ville décide de le transformer en Musée Tourangeau du Vin et de la Vigne qui ouvre en 1954. Le musée ferme définitivement en 1970. La ville de Tours décide de céder la propriété en juin 1973. 
Les propriétaires actuels en font l'acquisition en 2006 et entreprennent d'importants travaux. Le manoir des Basses-Rivières propose des suites et chambres d’hôtes dans la maison du vigneron avec une vue sur le jardin et sur le manoir.
La façade, les toitures et le parc sont inscrits aux Monuments historiques en 1965. 
Le jardin est labellisé Jardin remarquable depuis décembre 2022.

## Description
Œuvre en 1755 de l’architecte tourangeau Pierre Meusnier, élève de Gabriel et futur architecte des Ouvrages du Roi, le manoir se présente comme un logis rectangulaire avec fronton triangulaire, lucarnes et œil-de-bœuf. La façade est divisée en trois travées par deux pilastres à bossages accostant la porte en plein centre et soutenant le fronton triangulaire meublé d’un médaillon accompagné de guirlandes. Les pierres extraites pour creuser les grottes de la propriété ont servi à la construction de la maison. La pierre de construction est le tuffeau, un calcaire tendre caractéristique de la région.     
Le portail aux attributs religieux (tiare, rosaire, étole) porte le chiffre « DUC » pour la congrégation des Dames de l'Union-Chrétienne. Ce portail avait été initialement été fabriqué pour le couvent de cette congrégation. Puis, il est déplacé à l'hôtel de Baudry, rue de Lucé à Tours, qui abritait la Chambre des métiers d'Indre-et-Loire. Cet hôtel particulier est détruit lors d’un incendie pendant la Seconde Guerre mondiale. Monsieur d'Espelosin rachète le portail pour l'installer aux Basses-Rivières.     
Le jardin labellisé Remarquable depuis décembre 2022 est en terrasses et s’étend sur environ 1,4 hectare. Sa visite permet d’admirer la Loire sur deux niveaux (20 et 70 mètres) ainsi que de visiter un ensemble de caves des XIe et XVe siècles témoignant du mode de vie de nos ancêtres. Il s‘agit du plus grand site troglodyte du département d'Indre-et-Loire (plus de 35 cavités accessibles). Un microclimat règne dû à l’exposition plein sud, à la présence d'un important coteau de tuffeau et à la proximité immédiate de la Loire. De nombreuses espèces méditerranéennes s’y plaisent telles que cyprès, romarins, figuiers, micocouliers, arbres de Judée ou cèdres. L'originalité du jardin réside dans la confrontation brutale entre les masses rocheuses importantes de tuffeau et la sagesse et la verdure d’un jardin régulier à la française.